# Cerámica negra de Bisalhães
La cerámica negra de Bisalhães (louça preta de Bisalhães; pronunciación en portugués: /bi.za.ʎɐ̃j̃s/) es una técnica tradicional de alfarería originaria de la aldea de Bisalhães, Trás-Os-Montes, en el interior norte de Portugal. Las piezas producidas tienen un característico color negro, el cual se logra tapando el horno de tierra (soenga) con musgo y arena. De esta manera el horno no «respira», es decir, el humo queda atrapado y penetra por la superficie porosa ardiente, coloreando el barro definitivamente.
El registro más antiguo de un alfarero trabajando en Bisalhães se remonta a 1709, cuando una mujer de Bisalhães se casó con un alfarero de Gondar. La louça preta también se produce en el área de Chaves, particularmente en Vilar de Nantes. Antiguamente era producido en más localidades, pero la tradición se ha ido perdiendo principalmente debido a la falta de relevo generacional, pero también por competencia de productos industriales fabricados en serie más baratos. En 2016 fue declarada Patrimonio cultural inmaterial de la Humanidad por la UNESCO, siendo incluida en la Lista del Patrimonio Cultural Inmaterial que requiere medidas urgentes de salvaguardia. En 2013, en Bisalhães solo quedaban cuatro alfareros, todos de avanzada edad.
Se producen dos tipos de loza con esta cerámica: la churra, que es gruesa, sin ornamento, y tiene una función utilitaria, mientras que la gogada es más fina y tiene una función decorativa.